# Ариф Ардебили
Ариф Ардебили (1311—1392) — поэт XIV века из Азербайджана (область на северо-западе Ирана).

## Жизнь
Родился в Тебризе, писал на персидском языке. Был придворным поэтом при дворе ширваншаха Кейкавус ибн Кейкубада (1345—73).

## Творчество
Один из самобытных поэтов XIV века Ариф Ардебили — уроженец одного из древних центров северо-западного Ирана, города Ардебиля. Здесь он получил всестороннее образование, освоил арабский и персидский языки, овладел каллиграфическим искусством, стал высококвалифицированным учителем, созрел как талантливый поэт. Свой поэтический дар проявил и на арабском языке, но в основном, творил на персидском.
Поэт начинал творческую деятельность с лирики — касыд и газелей. Ариф в зрелом возрасте по приглашению ширванского шаха Кавуса ибн Кейкубада перебрался в Шемаху, давал уроки сыну правителя и вскоре снискал в столице Ширвана славу отменного педагога. По словам самого поэта, был осыпан щедротами шаха и прожил здесь долгие годы.
Поэт был удостоен близости также и с тебризским, и дербентским царствующими домами. Свою знаменитую поэму «Фархаднаме», состоящую из двух частей, написанную под влиянием поэмы «Хосров и Ширин» великого Низами, поэт завершил в родном Ардебиле. Первую часть поэмы посвятил тебризскому правителю Бахадур хану Шейху Увейсу Джелаири, а вторую — ширванскому шаху Хушенгу.
В личной жизни Арифу Ардебили окончательно не повезло, был женат несколько раз, у него было восемь детей, но, увы, большинство из них покинули мир при жизни отца. Мотивы фольклорного происхождения поэмы «Фархаднаме» Арифа Ардебили (напис. в 1369) явно доминируют. Поэт широко использовал бытовавшие народные предания о Фархаде. О самоотверженной легендарной любви этого героя. Вдохновением для Ардебили послужили различные фольклорные сюжеты, а также художественный прецедент поэмы «Хосров и Ширин» Низами Гянджеви. И он использовал этот опыт сообразно своей индивидуальной творческой задаче: у Низами Хосров — ведущий персонаж, а у Ардебили образ Фархада и его любовь к Полистан выдвинуты на передний план...
Ариф Ардебили является одним из редких поэтов своего времени, который в своих художественных произведениях окончательно отказался от суфийской идеологии, суфийских представлений и взглядов.